# Chaetium cubanum
Chaetium cubanum là một loài thực vật có hoa trong họ Hòa thảo. Loài này được (C.Wright) Hitchc. mô tả khoa học đầu tiên năm 1909.